# 1983年ポルトガル議会選挙

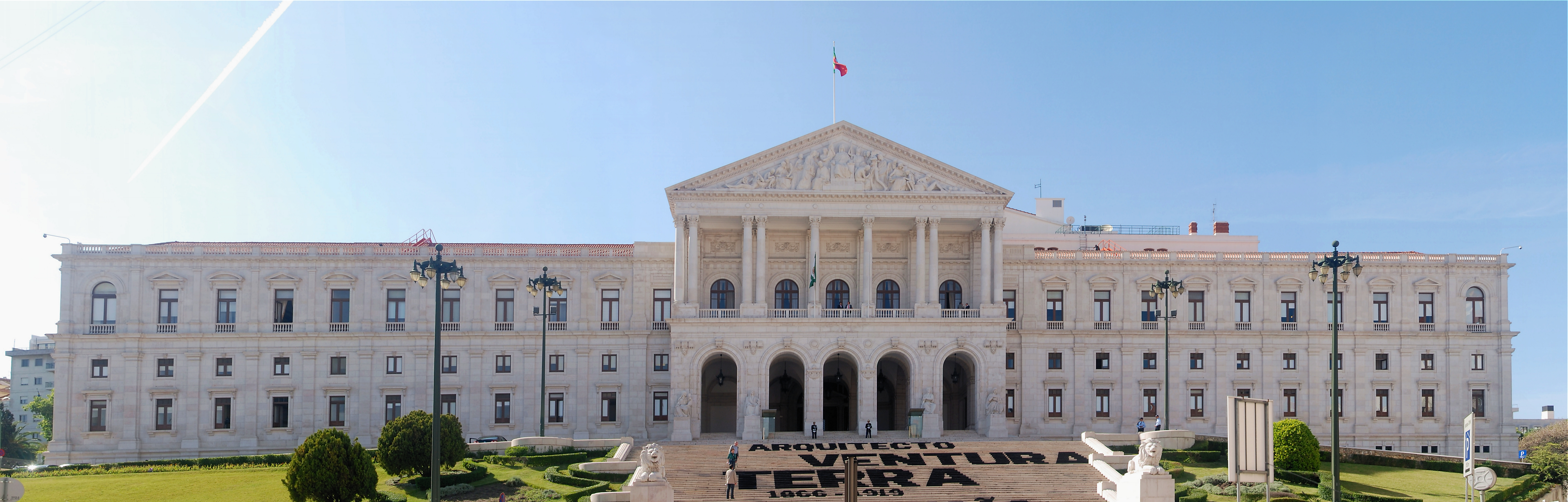
共和国議会議事堂（サン・ベント宮殿）

1983年ポルトガル議会選挙（1983ねんぽるとがるぎかいせんきょ、ポルトガル語：Eleições legislativas portuguesas de 1983）は、ポルトガル共和国の立法府である共和国議会（Assembleia da República）を構成する議員を選出するため、1983年4月25日に行われた選挙である。

## 概要
1980年12月に飛行機事故で死亡したサ・カルネイロ首相の跡を継いで1981年1月に発足したフランシスコ・ピント・バルセマンを首班とする内閣は、1982年12月の地方選挙で与党である民主同盟（AD）が敗北したことを受け、同月19日に総辞職した。ADは後継首班としてクレスボ前教育相を指名したが、アントニオ・エアネス大統領がクレスボの支持基盤が不安定であることを理由に任命を拒否した。そして翌1983年2月4日に共和国議会は解散され、4月25日に選挙が行われた。

## 選挙制度
- 議会定数：250議席
- 選挙制度[2]：比例代表制（拘束名簿式）
  - 有権者は政党に投票
  - 選挙区毎にドント式で各政党に比例配分
  - 議席阻止条項は無し
- 選挙区[3]：22選挙区
  - ポルトガル本土：18選挙区
  - アゾレス諸島：1選挙区
  - マデイラ諸島：1選挙区
  - 国外欧州内選挙区：1選挙区
  - 国外欧州外選挙区：1選挙区
- 有権者：選挙権と被選挙権は共に18歳以上のポルトガル国民

## 選挙結果
- 投票日：1983年4月25日
- 有権者数：7,337,064名

| 党派及び候補者連合       | 得票数    | 得票率 | 議席数 |
| ------------------------ | --------- | ------ | ------ |
| 社会党(PS)               | 2,061,309 | 36.11  | 101    |
| 社会民主党(PPD/PSD)      | 1,554,804 | 27.24  | 75     |
| 統一人民同盟(APU)        | 1,031,609 | 18.07  | 44     |
| 民主社会中道(CDS)        | 716,705   | 12.56  | 30     |
| その他の政党             | 196,412   | 3.44   | 0      |
| 全政党合計               | 5,561,169 |        | 250    |
| 白票                     | 42,494    | 0.74   |        |
| 無効票                   | 104,276   | 1.83   |        |
| 全政党合計＋白票＋無効票 | 5,707,695 |        |        |

- 投票率：77.79％
- 出典
  - Resultados Eleitados Assembleia da República 25/04/1983 CNE
  - Assembleia da República - 25/04/1983 CNE
- 注：統一人民同盟は、ポルトガル共産党（PCP）とポルトガル民主運動（MDP）による選挙連合の名称である。

選挙の結果、PSが第一党となったが、過半数を確保するには至らなかった。そのため、第2党に後退したPSDと政策協定を結び、6月6日にマリオ・ソアレスを首班とする連立政権が発足した。左派勢力の勝因としては、前回ADに結集した中道右派政党の足並みが乱れ、各党単独で選挙に臨んだことに加え、中道右派政権における経済失政に対する国民の不満が強かったことが指摘されている。